# Lincoln Road
El Lincoln Road Mall  es una calle peatonal que funciona como un centro comercial histórico ubicado en Miami Beach, Florida. El Lincoln Road Mall se encuentra inscrito  en el Registro Nacional de Lugares Históricos desde el 16 de mayo de 2011.

## Ubicación
El Lincoln Road Mall se encuentra dentro del condado de Miami-Dade en las coordenadas 25°47′26″N 80°08′11″O / 25.790556, -80.136389.